# 浄玻璃鏡

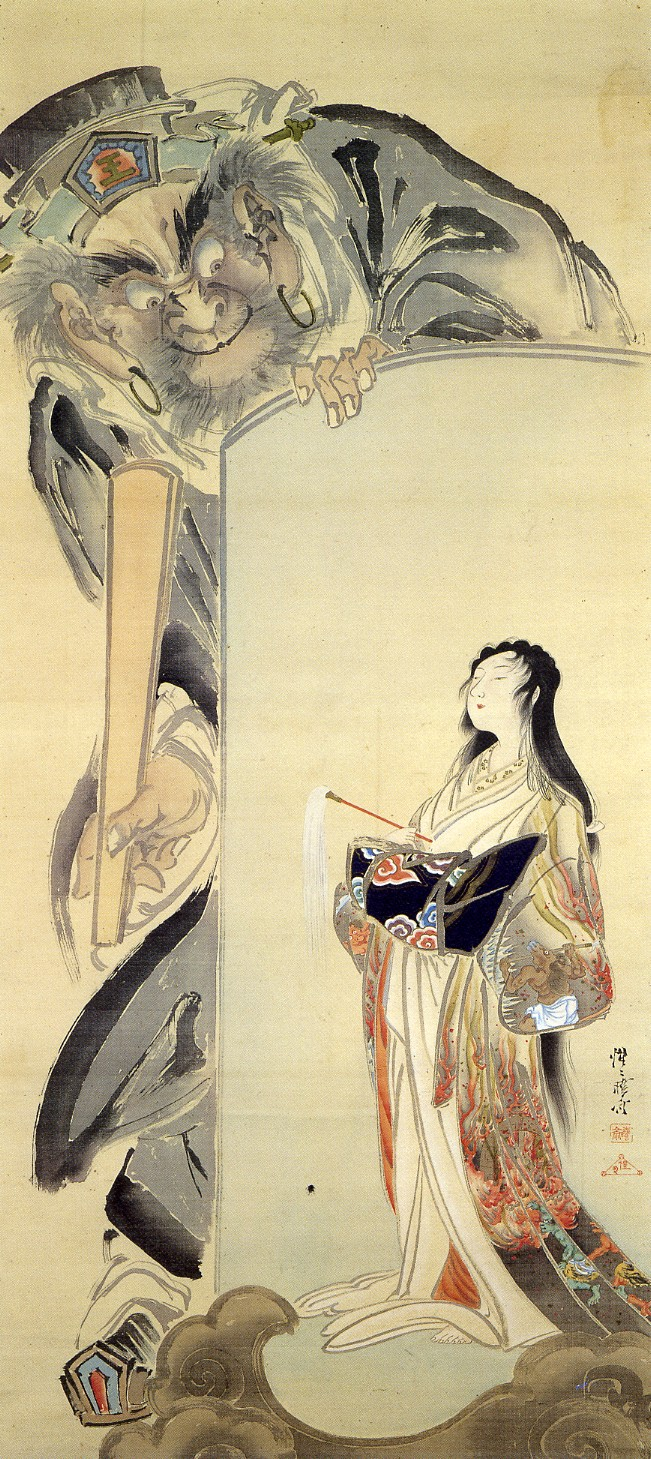
『閻魔と地獄太夫図』（河鍋暁斎）亡者の生前の所業を映し出した浄玻璃鏡を覗き込む閻魔の姿

浄玻璃鏡（じょうはりのかがみ、じょうはりきょう）は、閻魔が亡者を裁くとき、善悪の見きわめに使用する地獄に存在するとされる鏡である。「じょうはり」の漢字は浄頗梨、浄玻黎、浄婆利などとも当てられる。業鏡（ごうきょう）、孽鏡（げつきょう）とも。

## 概要
閻魔王庁に置かれており、この鏡には亡者の生前の一挙手一投足が映し出されるため、いかなる隠し事もできない。主に亡者が生前に犯した罪の様子がはっきりと映し出される。もしこれで嘘をついていることが判明した場合、舌を抜かれてしまうという。また、これで映し出されるのは亡者自身の人生のみならず、その人生が他人にどんな影響を及ぼしたか、またその者のことを他人がどんな風に考えていたか、といったことまでがわかるともいう。「業鏡」という呼称は、人間の生前の業をすべて（実際に行動したことから、心のなかできざしたことまで）映し出すことが出来る鏡であるという意味である。
一説によればこの鏡は亡者を罰するためではなく、亡者に自分の罪を見せることで反省を促すためのものともいわれている。
漢訳仏典で梵語の「ハリ」 は、「透明で美しい宝石」あるいは「水晶」 などの意味 で用いられており、浄玻璃鏡は具体的にどのような宝石で出来た鏡かについては明確では無い。後者の意味から水晶製であるとも一般的には言われている。
人間の善悪の行状を逐一確認することが可能だとする役割は、倶生神たちが記載するとされる簿札（俗にいうところの閻魔帳）と共通したものであるが、文字情報ではなく映像として本人にそれを証拠として見せる描写などが存在する点が大きな特徴である。浄玻璃鏡は、中国で十王による死者たちへの裁判の仕組みについての思想が整えられるにしたがって、閻魔の用いる裁判器具のひとつとして広く民間にも定着していった。南宋の時代（12世紀-13世紀）に中国で描かれた「十王図」では、亡者の生前の行いを映す鏡として冥府で裁判をおこなう十王のひとりである閻魔王（閻羅・焔摩・琰魔）の絵の中に描き込まれている例がひろく確認でき、それらを模して制作された日本の「十王図」にも組み合わせが受け継がれている。
- 陸信忠『十王図』 （中国・南宋、奈良国立博物館）[5] -日本に現存する南宋画の十王図では最も早い時期の作品のひとつ。
- 『地蔵十王図』（中国・南宋、京都府・誓願寺）
- 『十王図』 （中国・南宋、神奈川県立博物館）
- 陸仲淵『十王図』 （中国・元、奈良国立博物館）[5]
- 『十王図』 （日本・鎌倉時代後期、福岡県福岡市今津・誓願寺）[5]
- 『十王図』 （日本・南北朝-室町時代、奈良県・當麻寺）
- 藤原行光『十王図』 （日本・室町時代、京都府・二尊院）[5]
- 土佐光信『十王図』 （日本・室町時代（1489年-1490年）、京都府・浄福寺）[6]　-二尊院の十王図を写して制作されたもの[7]

日本でも、中国の十王に基づいて平安時代につくられた『仏説地蔵菩薩発心因縁十王経』（『地蔵十王経』）に閻魔王のもとで行われる裁判に浄玻璃鏡が用いられることが記載されており、この記述や「十王図」や「六道絵」での十王による裁判の様子を描いた絵画を起点として、その存在が語られるようになったと考えられる。聖衆来迎寺（滋賀県）の『六道絵』のうちの「閻魔王庁図」にも浄玻璃鏡は描き込まれているが、画面内に配置された文章から『仏説地蔵菩薩発心因縁十王経』の影響が色濃く見られる。

## 民俗芸能
日本では近世から近代にかけ、閻魔王の持つ品物・地獄の裁きに欠かせぬ小道具として浄玻璃鏡は広く用いられた。壬生狂言（京都府）の「賽河原」 や、千葉県の広済寺に伝わる民俗芸能「鬼来迎」（きらいごう） でも、地獄で亡者たちが裁かれる場面などで浄玻璃鏡が小道具として使用される。

## 慣用表現
鏡のもつ力から転じて「真実を照らし出して見る・あばきあげて見る」という表現として慣用表現にも使われている。
- 福地源一郎　『諷世嘲俗浄玻璃』（1892年）